# Les Païens de Kummerow
Pour plus de détails, voir Fiche technique et Distribution.
Les Païens de Kummerow (titre original : Die Heiden von Kummerow und ihre lustigen Streiche) est un film allemand réalisé par Werner Jacobs sorti en 1967.
Le film est basé sur le roman d'Ehm Welk (de) de 1937 et est la première collaboration cinématographique officielle entre la République fédérale d'Allemagne et la République démocratique allemande.

## Synopsis
Le village de Kummerow en Poméranie vers 1906 : peu avant les vacances de Pâques, les enfants du village inventent une autre farce pour embêter le chantre Kannegiesser. Ils placent une pancarte collée sur le siège de leur professeur, mais le dernier jour d'école, il apparaît accompagné du pasteur Breithaupt et du surintendant Sanftleben. Cette année, le meilleur de la classe est Martin Grambauer, que le pasteur nomme spontanément comme garçon d'église. Après quelques incidents embarrassants (Sanftleben demande à Johannes Bärensprung, né hors mariage et vivant dans l'hospice, comment s'appelle son père), les enfants sont envoyés en vacances. Au final, c'est Sanftleben qui s'assoit sur le panneau collé sur lequel est écrit un message de Pâques au professeur "Kannepisser".
Les garçons vont au Heidendöpen traditionnel, que le pasteur Breithaupt a interdit l'année dernière. Lors d'un dîner avec le surintendant, le pasteur explique en quoi consiste cette coutume qui n'est plus pratiquée. Il y a longtemps, les habitants de Kummerow se défendaient contre la christianisation en restant simplement dans l'eau pendant le baptême prévu dans la rivière. Comme aucune des personnes qui essayaient de les convertir à la foi chrétienne n’a duré plus longtemps qu’eux dans l'eau, ils sont finalement restés non convertis. À Heidendöpen, les garçons du coin se tiennent debout dans le ruisseau voisin. Celui qui reste le dernier dans l'eau froide devient le roi des païens. À l'insu du pasteur, les garçons organisent à nouveau le concours cette année. Le gagnant est Johannes Bärensprung, dont les filles qui regardent finissent par se moquer en le qualifiant de "roi voyou". L'arbitre du concours est le vacher Krischan, venu à Kummerow pour Pâques, comme il le fait depuis onze ans. Comme chaque année, il reçoit un accueil hostile de la part de Müller Düker. Düker menace de chasser Krischan du village. Les enfants, cependant, adorent Krischan et l'accueillent avec enthousiasme.
Lorsque le pasteur découvre l'Heidendöpen, il se met en colère, mais c'est le père de Martin Grambauer, Gottlieb, qui le bat rhétoriquement. Le socialiste a quelque chose contre l'Église qui empêche de progresser, et il est trop heureux de s'engager dans des batailles intellectuelles avec le pasteur, qu'il gagne généralement. Bien qu'il soit dans l'église et qu'il doive remplir les tâches qui y sont associées, il essaie toujours de prendre le dessus sur le pasteur. Lorsque sa fille, comme tous les autres enfants, doit donner une oie au pasteur pour la bénédiction, Gottlieb reçoit une vieille oie maigre, car il n'est écrit nulle part à quoi doit ressembler cette oie. La fille de Gottlieb refuse d'abandonner cette oie et Martin doit donc se charger de la tâche. Il se tourne vers Krischan pour obtenir de l'aide, qui échange secrètement l'oie de Grambauer contre la plus belle des oies déjà livrées. Le pasteur est agréablement surpris par la belle oie et remercie ensuite abondamment Gottlieb pour ce magnifique spécimen. Gottlieb réagit avec irritation, car il croit que le pasteur se moque de lui.
Les enfants habillés de façon festive arrivent à la bénédiction lorsqu'un tumulte éclate devant l'église. Müller Düker achète un nouveau cheval pour son attelage composé d'un seul cheval, mais ce cheval ne lui convient évidemment pas. Il réagit avec sensibilité et nervosité. Alors que les fermiers le taquinent en lui disant qu'il s'est laissé tromper pour l'acheter, Düker conduit le cheval sans pitié en rond autour de la place de l'église et, de rage, le bat avec le fouet. Krischan intervient et tente de lui arracher le fouet, mais Düker le renverse. Les enfants tentent de maîtriser Düker et d'autres hommes et femmes interviennent également, mais dans sa colère, Düker ne s'arrête même pas devant le pasteur qui sort de l'église. Lorsqu'il l'insulte, le pasteur Breithaupt le renverse. Düker porte plainte. Ne pouvant dénoncer le pasteur, il porte plainte contre Krischan. Ce dernier n'a pas de papiers, ce qui était bien pour les habitants de Kummerow depuis onze ans, car il travaillait pour eux gratuitement. Alors que des informations sont recueillies sur Krischan et son identité, le village se retourne contre Düker. Les enfants notamment lui font de nombreuses farces pour le chasser du village.
Finalement, ils brisent les fenêtres de sa maison et placent dans sa cour une poupée de paille sur laquelle Düker tire avec son fusil. La police s'intéresse moins au vandalisme qu'au fusil de Düker. Düker a déjà été accusé de braconnage au cours duquel un garde forestier fut abattu ; mais Düker affirme qu'il ne possède pas de fusil. Le fusil est désormais confisqué pour enquête. La haine de Düker envers Krischan remonte également à l'époque du braconnage, car il l'avait surpris en train de braconner mais n'avait pas témoigné contre lui parce qu'il voulait lui-même éviter tout contact avec la police. Après enquête, Krischan purgea huit ans de prison pour homicide involontaire et est devenu bouvier après sa libération. En raison de son passé criminel et parce que les villageois doivent maintenant lui payer un salaire depuis que son identité a été clarifiée et qu'il a de nouveau des papiers, le conseil local décide de le libérer et de l'expulser. Lorsque la police apporte les nouveaux papiers de Krischan, l'officier souligne que Kummerow devra de toute façon payer rétroactivement les impôts nécessaires pour ses onze années de travail au noir. C'est pourquoi les habitants veulent finalement garder Krischan, et les enfants le ramènent au village. Il restera, les villageois veulent aussi répondre à ses demandes : logement, nourriture, paiement. À l'entrée du village, deux policiers avec Düker arrêté rencontrent les enfants et Krischan. Le forestier a été abattu avec son fusil. Düker devra désormais répondre de ses actes.

## Fiche technique
- Titre : Les Païens de Kummerow
- Titre original : Die Heiden von Kummerow und ihre lustigen Streiche
- Réalisation : Werner Jacobs assisté de Margrith Spitzer
- Scénario : Eberhard Keindorff, Johanna Sibelius, Kurt Hahne (de)
- Musique : Rolf Wilhelm
- Direction artistique : Senta Ochs, Alfred Tolle (de)
- Costumes : Dorit Gründel
- Photographie : Günter Haubold (de)
- Son : Horst Mathuschek
- Montage : Monika Schindler
- Société de production : Neue deutsche Filmgesellschaft, Neue Real Film W. Koppel
- Société de distribution : Constantin Film
- Pays d'origine :  Allemagne de l'Ouest,  Allemagne de l'Est
- Langue : allemand
- Format : Couleur - 1,33:1 - mono - 35 mm
- Genre : Comédie
- Durée : 94 minutes
- Dates de sortie :  
  - Allemagne de l'Ouest : 21 décembre 1967.
  - Allemagne de l'Est : 19 janvier 1968.
  - France : 26 mars 1969[1].

## Distribution
- Ralf Wolter : Krischan Klammbüdel
- Paul Dahlke : le pasteur Breithaupt
- Fritz Tillmann : Müller Düker
- Tatjana Iwanow : Mme Düker
- Jörg Resler (de) : Martin Grambauer
- Rainer Penkert : Gottlieb Grambauer, son père
- Erika Müller-Fürstenau (de) : Mme Grambauer
- Gerald Schraml : Johannes Bärensprung
- Angela Brunner (de) : Luise Bärensprung, sa mère
- Hans Klering (de) : le gardien de nuit Bärensprung
- Wolfgang Jansen (de) : Josef
- Irene Korb (de) : Hermine Breithaupt
- Karin Heidemann : Ulrike Breithaupt
- Theo Lingen : le superintendent Sanftleben
- Günther Jerschke (de) : le wachtmeister Niemeier
- Jochen Sehrndt (de) : Christian Wendland
- Horst Kube : Bauer Trebbin
- Wolfgang Hinz (de) : Hermann
- Hans Bussenius : le chantre Kannegießer
- Günter Drescher (de) : Fiebelkorn, paysan
- Nico Turoff (de) : Krüger, aubergiste
- Albert Zahn (de) : Otto Kienbaum

## Production
Dans le cadre de la déclaration de programme du ministère de la Culture de la RDA pour la défense de l'unité de la culture allemande, une coopération accrue entre la RDA et les acteurs ouest-allemands et internationaux commence début 1954. Les premiers films sont Geheimakten Solvay ou Carola Lamberti - Une du cirque (de). En 1955, les premières négociations commencent pour une production panallemande des Buddenbrook de Thomas Mann, mais celles-ci sont retardées et interrompues en 1958, entre autres pour des raisons politiques. Les coproductions germano-suédoises Leuchtfeuer, Mademoiselle de Scudéry, Spielbank-Affäre et Die Schönste, organisées par l'Ouest-Allemand Erich Mehl avec la DEFA, sont des productions panallemandes indirectes.
La première collaboration cinématographique officielle entièrement panallemande a lieu avec Les Païens de Kummerow. Bien que la DEFA n'ait pas agi en tant que coproducteur à parts égales, en plus des acteurs, elle fournit la technologie, les salles de montage et les membres du personnel.
Le tournage a lieu du 17 mai au 17 juillet 1967 dans différents lieux de Rügen et non loin d'Ueckermünde. Le principal lieu de tournage est le petit village de Vilmnitz, qui fait maintenant partie de Putbus. Quelques scènes sont tournées dans le village de Krakvitz près de Putbus, dans lequel on peut voir l'ancien lavoir. Des scènes, comme la cérémonie de bénédiction, se déroulent dans et dans l'église Sainte-Marie-Madeleine de Vilmnitz.
En 1982, la DEFA produit Die Gerechten von Kummerow (de), une suite cinématographique indirecte, qui reprend des parties du matériel d'Ehm Welk déjà utilisé dans ce film.

## Source de traduction
- (de) Cet article est partiellement ou en totalité issu de l’article de Wikipédia en allemand intitulé « Die Heiden von Kummerow und ihre lustigen Streiche » (voir la liste des auteurs).

1. 1 2  Fiche Encyclociné
2. ↑  (de) Klaus M. Schmidt, Ingrid Schmidt, Lexikon Literaturverfilmungen : Verzeichnis deutschsprachiger Filme 1945-2000, J.B. Metzler, 2016, 650 p. (ISBN 9783476027276, lire en ligne), p. 407
3. 1 2  (de) Stilles Land und großes Kino : Filme, Drehorte und Stars in Mecklenburg-Vorpommern entdecken, Hinstorff Verlag, 2015, 176 p. (ISBN 9783356019674, lire en ligne)
4. 1 2  (de) DEFA International : Grenzüberschreitende Filmbeziehungen vor und nach dem Mauerbau, Springer Fachmedien Wiesbaden, 2013, 459 p. (ISBN 9783531190761, lire en ligne), p. 222
5. ↑  (de) « „Kummerows Heiden“ wurden in Garz alt », sur Ostsee-Zeitung, 2014 (consulté le 10 avril 2024)
6. ↑  (de) « Die Gerechten von Kummerow », sur Mitteldeutscher Rundfunk, 2024 (consulté le 10 avril 2024)